# 愛知県道397号城下田原線
愛知県道397号城下田原線（あいちけんどう397ごう しろしたたはらせん）は、愛知県豊橋市から田原市に至る一般県道である。

## 概要

### 路線データ
- 起点：愛知県豊橋市城下町（国道42号交点）
- 終点：愛知県田原市豊島町（豊島北交差点：国道259号交点）
- 全長：約6.2km

## 沿革
- 1965年11月19日 一般県道城下田原線として認定
- 2007年4月1日 一般県道城下豊島線に改称
- 2011年4月1日 一般県道城下田原線に改称

## 通過する自治体
- 愛知県
  - 豊橋市
  - 田原市

## 主な接続道路
- 国道42号（表浜街道）（豊橋市城下町）
- 愛知県道503号六連杉山線（長仙寺前交差点）
- 愛知県道414号大草豊島線（豊島駅北交差点）
- 国道259号（田原街道）（豊島北交差点）

## 沿線周辺
- 長仙寺
- 豊橋鉄道渥美線 豊島駅